# Istituto di Scienze Militari Aeronautiche

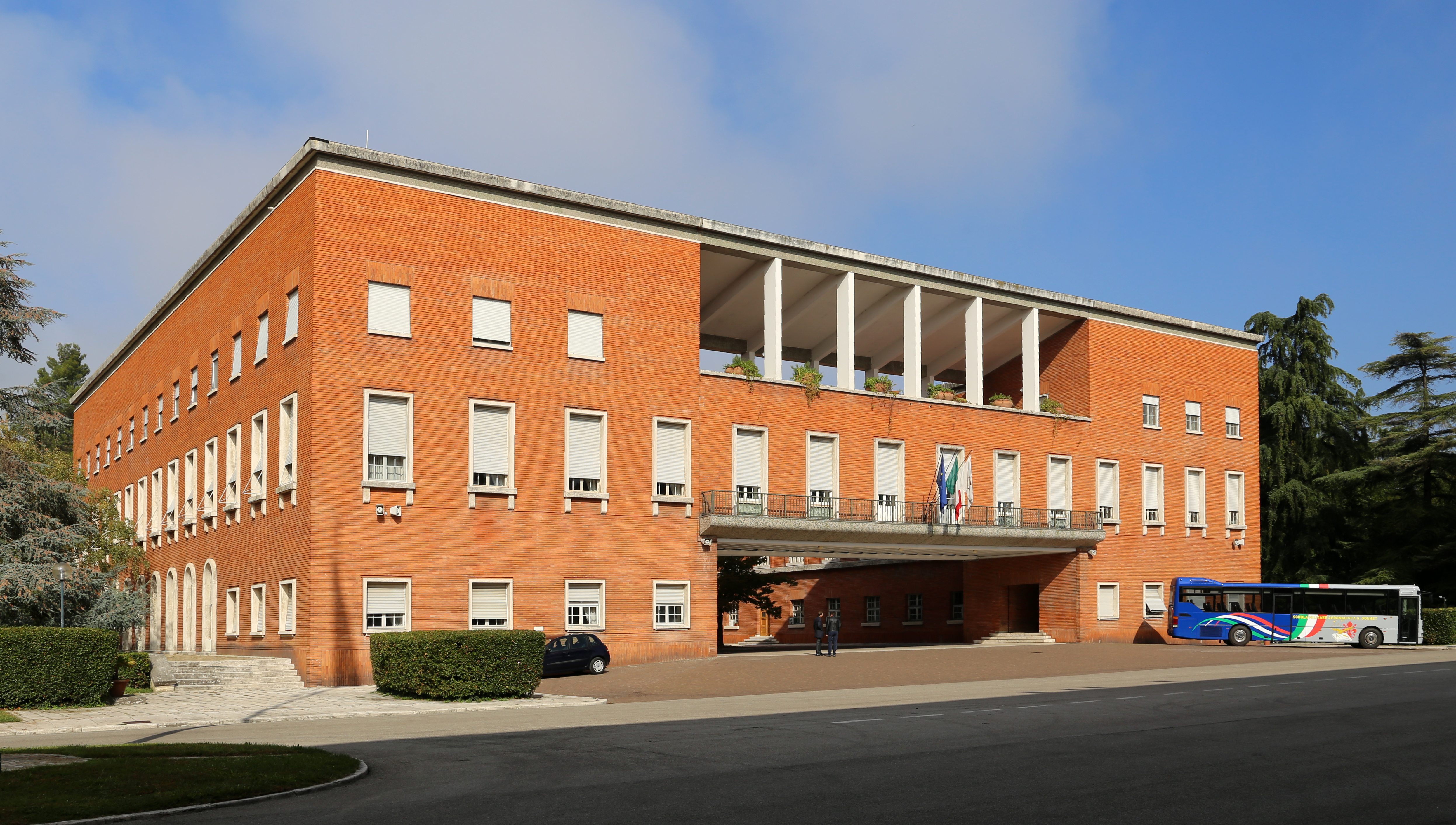
Kommandanturgebäude

Das Istituto di Scienze Militari Aeronautiche (ISMA) (deutsch „Institut für militärische Luftfahrtwissenschaften“) ist eine militärische Fortbildungs- und Forschungseinrichtung der italienischen Luftwaffe. Es hat seinen Sitz gemeinsam mit der Scuola Militare Aeronautica Giulio Douhet (Mittel- und Oberstufenausbildung) in einem 1938 errichteten Gebäudekomplex in Florenz.

## Aufgaben
Absolventen der Accademia Aeronautica (Bachelors) vervollständigen ihre Offiziersausbildung am ISMA mit einem Masterstudiengang in „Militärischen Luftfahrtwissenschaften“, der 2005 in Zusammenarbeit mit der Universität Florenz eingerichtet wurde.
Später können Offiziere am ISMA zahlreiche Fortbildungslehrgänge absolvieren, darunter den Stabsoffizierslehrgang und den ersten Teil der Generalstabsausbildung, die dann an der Führungsakademie der Streitkräfte (CASD) abgeschlossen wird.
Das ISMA versteht sich auch als ein Zentrum der Forschung, des Gedanken- und Erfahrungsaustausches, das als solches einen konkreten Beitrag zur Optimierung der Einsatzabläufe und Organisationsstrukturen leistet. In diesem Zusammenhang fordert der Generalstab der italienischen Luftwaffe (Stato Maggiore Aeronautica – SMA) vom ISMA regelmäßig Studien und Gutachten an. Daneben organisiert das ISMA Kongresse, Seminare und Symposien.
Das ISMA trug bis zum Jahr 2006 den Namen Scuola di Guerra Aerea („Luftkriegsschule“). Vergleichbare Einrichtungen unterhalten das italienische Heer (ISME, Turin) und die italienische Marine (ISMM, Venedig, Arsenal).

## Architektur

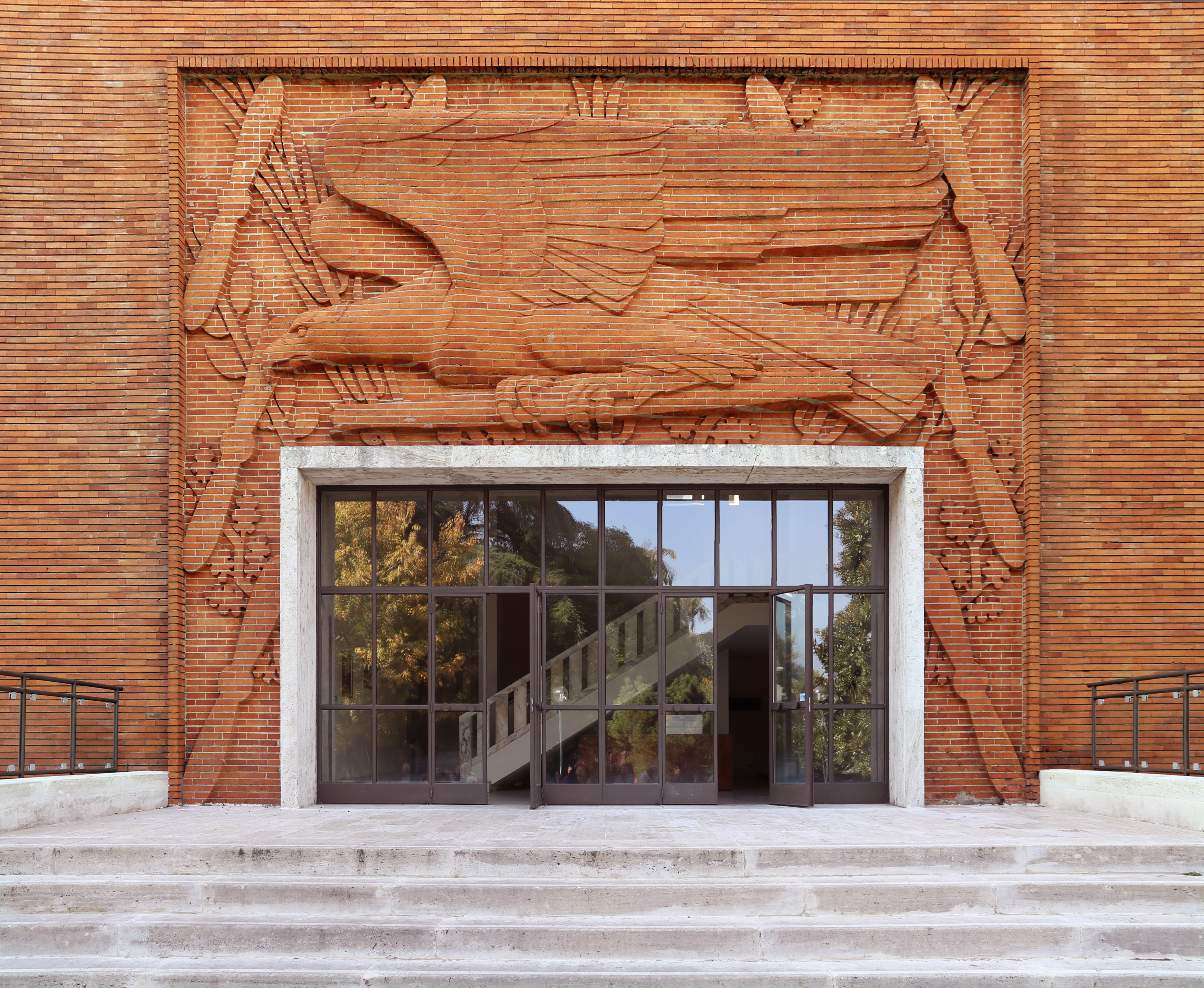
Relief von Mario Moschi über dem Eingang zum Offizierscasino

Der nach einem Entwurf des Architekten Raffaello Fagnoni errichtete Gebäudekomplex, in dem sich das Institut befindet, ist ein typisches Beispiel rationalistischer Architektur. Fagnoni entwarf eine Gesamtanlage von 11 Hektar, bestehend aus ursprünglich neun separaten Gebäuden.
Die Fassaden sind mit roten Valdarno-Ziegeln verkleidet, während Zierrahmen, Fensterbänke, Treppenaufgänge und weitere architektonische Details aus weißem Rapolano-Travertin gefertigt sind. Diese Elemente verbinden die verschiedenen Baukörper zu einer harmonischen Einheit.
Im Zentrum des Geländes erhebt sich die Kommandantur auf einem quadratischen Grundriss mit einer Seitenlänge von 56 Metern. Tatsächlich besteht sie aus zwei Gebäuden, die in Höhe des ersten Stockwerks durch Brücken miteinander verbunden sind. Den Ehrenhof schmückt eine Pegasus-Plastik des Bildhauers Giorgio Goris.
Der kurze Flügel des L-förmigen Unterrichtsgebäudes beherbergt die Aula Magna, die Platz für 400 Zuhörer bietet und mit einer Projektionskabine ausgestattet ist. Ein Korkfußboden verbessert die Akustik. An der Nordseite der Aula zeigt ein von Rodolfo Margheri gestalteter Wandteppich Leonardo da Vincis Flugversuche auf dem Monte Ceceri.
Als Wohngebäude für die Offiziersschüler wurde entlang des Parks der Cascinen ein 155 Meter langer Bau errichtet. Über dem Erdgeschoss mit seinen französischen Fenstern befinden sich die Studiensäle. Die Wohneinheiten im zweiten und dritten Stock sind in einem Winkel von 45 Grad zur Fassade angeordnet und verfügen jeweils über ein eigenes Bad und einen Balkon.
Auf dem zentralen Platz des Geländes wurde eine Lockheed F-104 aus dem Jahr 1965 aufgestellt.
Seit ihrer Errichtung hat die Anlage weder einen Eigentümerwechsel noch eine Funktionsänderung erfahren. Sie befindet sich – ebenso wie die sie umgebende Parklandschaft – weitgehend im Originalzustand.